# Agronomi
Agronomi eller landbrugsvidenskab er videnskaben om jordbrugsdrift. 
Uddannelsen fører frem til ansættelse om jordbrugskonsulent eller videnskabelig medarbejder ved private eller offentlige virksomheder med tilknytning til jordbrugserhvervet.
En kandidat, som har studeret agronomi, bærer titlen cand.agro. Det Biovidenskabelige Fakulutet ved Københavns Universitet er det eneste sted i Danmark, der uddanner og forsker i landbrugsvidenskab.